# فاكوندو فارياس
فاكوندو فارياس (بالإسبانية: Facundo Farías)‏ هو لاعب كرة قدم أرجنتيني في مركز الوسط، ولد في 28 أغسطس 2002 في سانتا في في الأرجنتين. لعب مع بوكا جونيورز.

## وصلات خارجية
- فاكوندو فارياس على موقع الدوري الأمريكي (الإنجليزية)
- فاكوندو فارياس على موقع قاعدة بيانات كرة القدم.إي يو (الإنجليزية)
- فاكوندو فارياس على موقع Soccerway.com (الإنجليزية)